# Васисово
Васисово — деревня в Малоярославецком районе Калужской области России. Входит в состав сельского поселения «Деревня Берёзовка».

## География
Деревня находится в северной части Калужской области, в зоне хвойно-широколиственных лесов, в пределах центральной части Восточно-Европейской равнины, к северу от автодороги 29Н-277, на расстоянии примерно 18 километров (по прямой) к юго-западу от города Малоярославца, административного центра района. Абсолютная высота — 186 метров над уровнем моря. Рядом с ней находятся: д. Савиново, д. Кириллово, д. Якушево, д. Сущево, д. Ивановка.

### Климат
Климат характеризуется как умеренно континентальный, с тёплым влажным летом и мягкой снежной зимой. Среднегодовая многолетняя температура воздуха составляет 3,5 — 4 °С. Средняя температура воздуха самого тёплого месяца (июля) — 17 — 18 °C (абсолютный максимум — 38 °C); самого холодного (января) — −10 °C (абсолютный минимум — −46 °C). Безморозный период длится в среднем 149 дней. Среднегодовое количество атмосферных осадков составляет 654 мм, из которых 441 мм выпадает в тёплый период. Снежный покров держится в течение 130—145 дней..

### Часовой пояс
Деревня Васисово, как и вся Калужская область, находится в часовой зоне МСК (московское время). Смещение применяемого времени относительно UTC составляет +3:00.

## Население
| 2002 | 2010 |
| ---- | ---- |
| 13   | ↘8   |

### Национальный состав
Согласно результатам переписи 2002 года, в национальной структуре населения русские составляли 100 %.